# George King (baloncestista de 1928)
George Smith King jr. (Charleston, Virginia Occidental, 16 de agosto de 1928-Naples, Florida, 5 de octubre de 2006) fue un jugador y entrenador de baloncesto estadounidense que disputó seis temporadas en la NBA y entrenó durante 13 temporadas a equipos de la NCAA. Con 1,83 metros de estatura, jugaba en la posición de base.

## Trayectoria deportiva

### Universidad
Jugó durante tres temporadas con los Golden Eagles del Morris Harvey College, hoy Universidad de Charleston, donde fue dos temporadas máximo anotador del país, consiguiendo varios récords de su División, entre ellos el de promediar 31,2 en 1950 y el de anotar 2.535 puntos a lo largo de su carrera. Fue elegido en dos ocasiones como mejor atleta amateur de Virginia Occidental.

### Profesional
Fue elegido en el puesto 87 del Draft de la NBA de 1950 por Chicago Stags, pero la franquicia desapareció esa temporada, marchándose a jugar a los Phillips Oilers de la AAU. Al año siguiente ficha por los Syracuse Nationals, donde jugó 5 temporadas, todas ellas como titular. En la temporada 1952-53 fue el tercer mejor pasador de la liga, solo superado por Bob Cousy y Andy Phillip, promediando 5,1 asistencias por partido. En la temporada 1954-55 consiguió su único anillo de campeón de la NBA tras derrotar en las Finales a los Fort Wayne Pistons, promediando 8,9 puntos, 4,9 asistencias y 3,4 rebotes por partido.
En 1956 abandonó temporalmente las pistas para entrenar a su alma máter, pero regresó en 1957 fichando por los Cincinnati Royals, donde jugó una última temporada, en la que promedió 9,7 puntos y 5,3 asistencias por partido.

### Entrenador
Su carrera como entrenador prosiguió en la Universidad de Virginia Occidental en 1958, siendo dos años asistente de Fred Schaus. Cuando éste dejó la universidad para dirigir a los Lakers en 1960, King se hizo cargo del equipo como entrenador principal. Allí permaneció 5 temporadas, con un balance de 102 victorias y 43 derrotas, logrando en tres ocasiones el título de la Southern Conference.
En 1965 se hizo cargo del equipo de la Universidad de Purdue, a los que llevó su primer título de la Big Ten Conference en 29 años en 1969, permaneciendo durante 7 temporadas, en las que consiguió 109 victorias y 54 derrotas. Tras dejar el banquillo, siguió vinculado a Purdue como director de deportes hasta 1992, año en el que se retiró.

## Estadísticas de su carrera en la NBA
|  | Campeones de la NBA |
|  | Líder de la liga    |

### Temporada regular
| Año     | Equipo     | PJ  | MPP  | %TC  | %TL  | RPP | APP | PPP  |
| ------- | ---------- | --- | ---- | ---- | ---- | --- | --- | ---- |
| 1951–52 | Syracuse   | 66  | 28.6 | .406 | .712 | 4.2 | 3.7 | 10.0 |
| 1952–53 | Syracuse   | 71  | 35.5 | .402 | .643 | 4.0 | 5.1 | 11.2 |
| 1953–54 | Syracuse   | 72  | 32.9 | .376 | .627 | 3.7 | 3.8 | 11.3 |
| 1954–55 | Syracuse   | 67  | 30.1 | .377 | .611 | 3.4 | 4.9 | 8.9  |
| 1955–56 | Syracuse   | 72  | 32.5 | .372 | .640 | 3.5 | 5.7 | 10.3 |
| 1957–58 | Cincinnati | 63  | 36.1 | .364 | .617 | 4.9 | 5.3 | 9.7  |
| Total   | Total      | 411 | 32.6 | .382 | .642 | 3.9 | 4.8 | 10.3 |

### Playoffs
| Año   | Equipo     | PJ | MPP  | %TC  | %TL  | RPP | APP | PPP  |
| ----- | ---------- | -- | ---- | ---- | ---- | --- | --- | ---- |
| 1952  | Syracuse   | 6  | 34.5 | .352 | .679 | 4.8 | 3.9 | 9.5  |
| 1953  | Syracuse   | 2  | 33.5 | .462 | .833 | 2.5 | 4.5 | 11.0 |
| 1954  | Syracuse   | 10 | 28.6 | .403 | .603 | 2.2 | 2.1 | 8.8  |
| 1955  | Syracuse   | 11 | 33.7 | .393 | .636 | 3.7 | 5.6 | 11.5 |
| 1956  | Syracuse   | 8  | 39.6 | .361 | .792 | 5.9 | 7.5 | 14.2 |
| 1958  | Cincinnati | 2  | 39.5 | .250 | .667 | 2.5 | 3.5 | 9.0  |
| Total | Total      | 39 | 34.0 | .372 | .679 | 3.8 | 4.6 | 11.0 |